# Riccardia pectinata
Riccardia pectinata là một loài rêu trong họ Aneuraceae. Loài này được Austin H.A. Mill. mô tả khoa học đầu tiên năm 1963.